# Československo na Letních olympijských hrách 1972
Československo na Letních olympijských hrách 1972 v německém Mnichově reprezentovalo 181 sportovců, z toho 36 žen. Nejmladší účastnicí byla plavkyně Věra Faitlová (14 let, 299 dní), nejstarším účastníkem pak jachtař Miroslav Vejvoda (40 let, 56 dní). Reprezentanti vybojovali 8 medailí, z toho 2 zlaté, 4 stříbrné a 2 bronzové.

## Československé medaile
| Medaile | Jméno | Sport             | Disciplína             |
| ------- | --- | ----------------- | ---------------------- |
| Zlato   | Ludvík Daněk | Atletika          | Muži hod diskem        |
| Zlato   | Vítězslav Mácha | Zápas             | řecko-římský do 74 kg  |
| Stříbro | Ladislav Falta | Sportovní střelba | rychlopalba            |
| Stříbro | Oldřich Svojanovský Pavel Svojanovský Vladimír Petříček (kormid.) | Veslování         | dvojka s kormidelníkem |
| Stříbro | Milena Duchková | Skoky do vody     | 10 m věž               |
| Stříbro | Peter Pospíšil Ivan Satrapa Vladimír Jarý Jiří Kavan Andrej Lukošík Vladimír Haber Jindřich Krepindl Ladislav Beneš Vincent Lafko Jaroslav Konečný Pavel Mikeš František Brůna Jaroslav Škarvan Zdeněk Škára František Králík Arnošt Klimčík Trenér: Jiří Vícha | Házená            | Turnaj mužů            |
| Bronz   | Eva Šuranová | Atletika          | Ženy skok daleký       |
| Bronz   | Otakar Mareček Karel Neffe Vladimír Jánoš František Provazník Vladimír Petříček (kormid.) | Veslování         | čtyřka s kormidelníkem |